# Pohja
Pohja (Zweeds: Pojo) is een voormalige gemeente in de Finse provincie Zuid-Finland en in de Finse regio Uusimaa. Sinds 2009 maakt Pohja deel uit van de fusiegemeente Raseborg.
De gemeente Pohja had een oppervlakte van 226 km² en telde 4903 inwoners in 2007. Het was tweetalige gemeente met Fins als meerderheidstaal (± 60%) en Zweeds als minderheidstaal.

## Geboren
- Ernst Linder (1868-1943), Zweeds ruiter
- Pauli Nevala (1940-2025), speerwerper